# Nielson

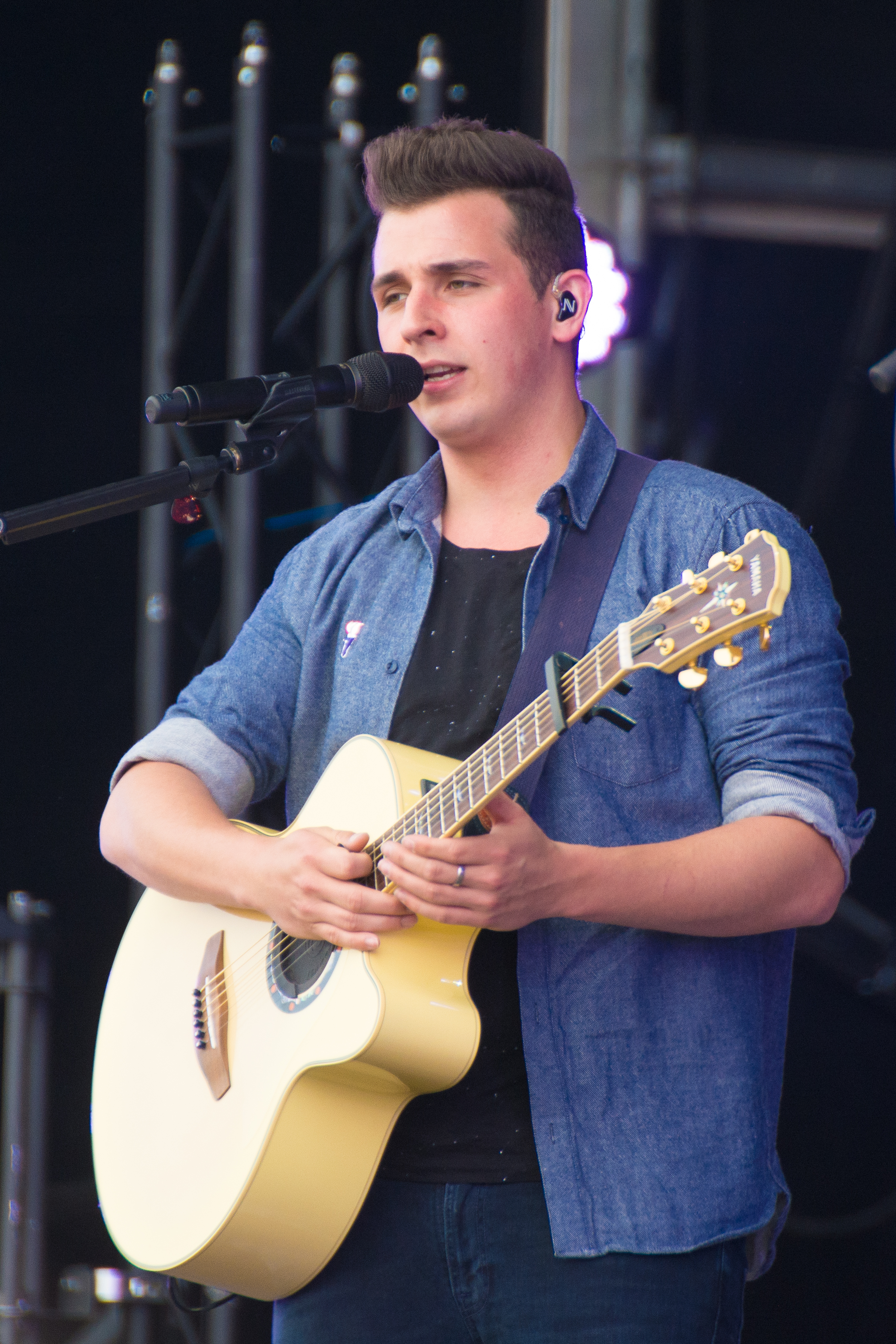
Littooij in Zwolle (2014)

Nielson (* 28. Dezember 1989 in Dordrecht), eigentlicher Name Niels Littooij, ist ein niederländischer Singer-Songwriter.

## Werdegang
Littooij besuchte die Herman-Brood-Academie in Utrecht, wo er sich auf Rap spezialisierte. Mit einem Rap-Akt gewann er 2008 die Vorrunden der Rotterdamer Kunstbende. Danach spielte er unter anderem im Vorprogramm von The Opposites. Im Jahre 2009 sagte Littooij einer Anfrage von Nickelodeon Nederland zu, der neuzugründenden Sing- und Tanzformation Zirkus Zirkus beizutreten. 2011 löste sich die Gruppe auf, und Littooij wandte sich nun dem Schreiben von Nederpop-Songs. 2012 nahm er an der Talent-Castingshow De beste singer-songwriter van Nederland der VARA, BNN und 3FM teil. Zwar konnte er den Wettstreit nicht gewinnen, dafür aber mit seinem selbstgeschriebenen Titel Beauty en de brains einen Hit landen. Anfang 2013 veröffentlichte er seine zweite Single Zo kan het dus ook. Im April desselben Jahres brachte Littooij seine dritte Single Hoe zusammen mit Miss Montreal heraus.

## Musik
Nach eigener Aussage decken Littooijs Songs thematisch die unterschiedlichsten Facetten des Lebens ab. Seine Lieder changieren zwischen Singer-Songwriter-Stil und niederländischsprachiger Popmusik. Als Inspirationsquelle hierfür nennt Littooij vor allem Soul und Hip-Hop.

## Diskografie

### Studioalben
| Jahr | Titel              | Höchstplatzierung, Gesamtwochen, AuszeichnungChartplatzierungen (Jahr, Titel, Platzierungen, Wochen, Auszeichnungen, Anmerkungen) | Höchstplatzierung, Gesamtwochen, AuszeichnungChartplatzierungen (Jahr, Titel, Platzierungen, Wochen, Auszeichnungen, Anmerkungen) | Anmerkungen                                               |
| Jahr | Titel              | NL | BEF | Anmerkungen                                               |
| ---- | ------------------ | --- | --- | --------------------------------------------------------- |
| 2014 | Zo van aah yeah    | NL2 (24 Wo.)NL | BEF152 (2 Wo.)BEF | Erstveröffentlichung: 7. Mai 2014                         |
| 2016 | Weet je wat het is | NL3 (19 Wo.)NL | BEF153 (2 Wo.)BEF | Erstveröffentlichung: März 2016                           |
| 2018 | Diamant            | NL10 Gold · (41 Wo.)NL | BEF52 (12 Wo.)BEF | Erstveröffentlichung: 12. Oktober 2018 Verkäufe: + 20.000 |

### Singles
| Jahr | Titel Album                            | Höchstplatzierung, Gesamtwochen, AuszeichnungChartplatzierungen (Jahr, Titel, Album, Platzierungen, Wochen, Auszeichnungen, Anmerkungen) | Höchstplatzierung, Gesamtwochen, AuszeichnungChartplatzierungen (Jahr, Titel, Album, Platzierungen, Wochen, Auszeichnungen, Anmerkungen) | Anmerkungen                                      |
| Jahr | Titel Album                            | NL | BEF | Anmerkungen                                      |
| ---- | -------------------------------------- | --- | --- | ------------------------------------------------ |
| 2012 | Beauty & de brains Zo van aah yeah     | NL7 (33 Wo.)NL | — |                                                  |
| 2013 | Zo kan het dus ook –                   | NL36 (2 Wo.)NL | — |                                                  |
| 2013 | Hoe Zo van aah yeah                    | NL4 (24 Wo.)NL | — | feat. Miss Montreal                              |
| 2013 | Mannenharten Zo van aah yeah           | NL10 (14 Wo.)NL | — | mit Bløf                                         |
| 2014 | Kop in het zand –                      | NL36 (3 Wo.)NL | — |                                                  |
| 2014 | Sexy als ik dans Weet je wat het is    | NL12 (21 Wo.)NL | BEF1 Platin · (26 Wo.)BEF | Verkäufe: + 20.000                               |
| 2015 | De man die niet kan gaan –             | — | BEF23 (4 Wo.)BEF |                                                  |
| 2016 | Hotelsuite Weet je wat het is          | NL36 (3 Wo.)NL | — | mit Jiggy Djé                                    |
| 2018 | Diamant                                | NL29 Platin · (7 Wo.)NL | BEF35 (9 Wo.)BEF | Verkäufe: + 40.000                               |
| 2018 | Ijskoud Diamant                        | NL2 ×2Doppelplatin · (31 Wo.)NL | BEF12 (29 Wo.)BEF | Verkäufe: + 80.000                               |
| 2019 | Ik sta jou beter –                     | NL15 (15 Wo.)NL | — | mit Kris Kross Amsterdam                         |
| 2020 | Slapen met het Licht aan Hallo met mij | NL23 (6 Wo.)NL | — | Erstveröffentlichung: 17. April 2022 mit Tabitha |
| 2022 | Kerstcadeau –                          | NL24 (4 Wo.)NL | — | Erstveröffentlichung: 14. Oktober 2022           |

### Gastbeiträge
| Jahr | Titel Album           | Höchstplatzierung, Gesamtwochen, AuszeichnungChartplatzierungen (Jahr, Titel, Album, Platzierungen, Wochen, Auszeichnungen, Anmerkungen) | Höchstplatzierung, Gesamtwochen, AuszeichnungChartplatzierungen (Jahr, Titel, Album, Platzierungen, Wochen, Auszeichnungen, Anmerkungen) | Anmerkungen                             |
| Jahr | Titel Album           | NL | BEF | Anmerkungen                             |
| ---- | --------------------- | --- | --- | --------------------------------------- |
| 2017 | Glimp van de duivel – | NL28 Platin · (5 Wo.)NL | — | Ali B feat. Nielson; Verkäufe: + 40.000 |